# ساي بابا من شيردي
ساي بابا من شيردى، المعروف أيضا باسم شيردي ساي بابا، هو سيد روحي هندي الذي يعتبره أتباعه بأنه قديس، و الفقير، و السادجرور والتجسد (الصورة الرمزية) و شيفا وداطاتريا. يحظى بالتبجيل من قبل كل من محبيه الهندوس خلال حياته وبعد مماته.
يتم التبجيل ساي بابا على أنه تجسيد لسري داتاتريا ويعتبر ساجونا براهماني. يعزى إلى ه أنه الخالق والرزاق والمدمر لهذا الكون. هو مزين بالجواهر وكل أشكال الآلهة الهندوسية الفيديّة كما يعتقد أتباعه أنه الله الأعلى.
وفقا لروايات عن حياته، فإنه وعظ على أهمية ادراك الذات وانتقد الحب تجاه الأشياء القابلة للتلف. وتركز تعاليمه على قانون حب أخلاقي، والغفران، ومساعدة الآخرين، والإحسان، والرضا، والسلام الداخلي والإخلاص لله وللمعلم. وشدد على أهمية الاستسلام إلى السادجورو الحقيقيين، الذين، بعد أن اجتازوا طريق الوعي الإلهي، سييقودون تلاميذهم عبر أدغال التدريب الروحي.
كما أدان ساي بابا التمييز القائم على الدين أو الطبقة الاجتماعية. يبقى من غير الواضح ما إذا كان مسلمًا أم هندوسيًا. هذا، لم يكن مهما لساى بابا. جمعت تعاليمه عناصر من القيم الهندوسية والإسلامية : أعطى الاسم الهندوسي دواراركمايي للمسجد الذي عاش فيه،  وكان يمارس الطقوس الهندوسية والمسلمة، يدرس باستخدام الكلمات والأشكال التي استمدت من التقاليد وأخذت samadhi في Shirdi . إن أحد حكمه اللاهوتيّة المعروفة هي الله ماك ( الله هو الملك ) وسابكا مالك إيك (سيد الجميع واحد )، والذين مرتبطان بكل من الهندوسية والإسلام . ومن المعروف أيضا أنه قال «انظر الي، وانا سانظر اليكم».

## تعاليمه والشعائر
2. شراداه – صبوري (ايمان – صبر)
عارض ساي بابا جميع أتواع الاضطهاد المبني أساس الدين أو الطبقة الاجتماعية. كان معارضا للأرثوذكسية الدينية - المسيحية والهندوسية والمسلمين.
شجع ساي بابا متابعيه على الصلاة، ترديد اسم الله، وقراءة الكتب المقدسة. وقال للمسلمين أن يدرسوا القرآن وللهندوس أن يدرسوا نصوصا مثل رامايانا وبهاغافاد غيتا ويوغا فاسيستا . وقد أعجب بفلسفة غيتا البهاغافاد وشجع الناس على اتباعها في حياتهم الخاصة. نصح محبيه وأتباعه بأن يعيشوا حياة أخلاقية، وأن يساعدوا الآخرين، وأن يحبوا كل كائن حي دون أي تمييز، وأن يطوروا سمة هامة من سمات الشخصية: الإخلاص ( شرادها ) والصبر ( صبوري ). وانتقد الالحاد .
في تعاليمه، شدد ساي بابا على أهمية أداء الواجبات دون التعلق بالأمور الدنيوية والمحتوى بغض النظر عن الحالة. في ممارسته الشخصية، مارس ساي بابا طقوس عبادة التي تنتمي إلى الإسلام؛ تجنب أي نوع من الطقوس العادية لكنه سمح بممارسة الصلاه، وترديد سورة الفاتحة، وقراءات القرآن في أوقات المناسبات الإسلامية. من حين إلى آخر، يقرأ بابا الفاتحة، يستمع إلى المولد والقووالي مصحوبين بموسيقى الطبلة والسارانج مرتين يومياً.
فسر ساي بابا النصوص الدينية لكل من الإسلام والهندوسية. وأوضح معنى الكتاب المقدس الهندوسي في روح أدفياتا فيدانتا . و كانت في فلسفته أيضا العديد من عناصر البهاكتي . أثرت المسارات الروحية الثلاثة الرئيسية للهندوس - بهاكتى يوغا، يونا يوغا، وكرمة يوجا - على تعاليمه.
شجع ساي بابا الأعمال الخيرية وشدد على أهمية المشاركة.

## روابط خارجية
- ساي بابا من شيردي على موقع الموسوعة البريطانية (الإنجليزية)